# Sherwood C. Spring
Sherwood Clark "Woody" Spring (født 3. september 1944) er en pensioneret oberst og tidligere NASA astronaut. Han er far til den amerikanske olympiske bronzevinder Justin Spring.